# Анпилов, Анатолий Андреевич
Анато́лий Андрее́вич Анпи́лов (25 октября [7 ноября] 1914, слобода Стрелецкая, Курская губерния — 26 августа 1994, Санкт-Петербург) — советский лётчик бомбардировочной авиации в годы Великой Отечественной войны, Герой Советского Союза (1.07.1944). Генерал-майор авиации (25.05.1959). Военный лётчик 1-го класса (1950).

## Биография
Родился 25 октября (7 ноября) 1914 года в слободе Стрелецкая (ныне — в черте города Старый Оскол Белгородской области). Детство и юность провёл в городе Воронеж. В 1932 году окончил 7 классов школы, в 1933 году — первый курс Воронежского коммунально-строительного техникума. С 1930 года учился также в Воронежском аэроклубе.
В Красной Армии с августа 1933 года. В 1936 году окончил Сталинградскую военную авиационную школу лётчиков. Служил в строевых частях ВВС (в Киевском военном округе).
Участвовал в освобождении Западной Белоруссии в сентябре 1939 года, совершил 2 боевых вылета на бомбардировщике СБ.
Участник советско-финляндской войны: в январе-марте 1940 — старший лётчик 48-го скоростного бомбардировочного авиационного полка. Совершил 36 боевых вылетов на бомбардировщике СБ. Был награждён орденом Красного Знамени.
Участник Великой Отечественной войны: в июне-июле 1941 — командир звена 225-го скоростного бомбардировочного авиационного полка, в сентябре-октябре 1941 — заместитель командира авиаэскадрильи 506-го бомбардировочного авиационного полка, в декабре 1941 — августе 1942 — заместитель командира и командир авиаэскадрильи 99-го бомбардировочного авиационного полка, в январе 1943 — сентябре 1944 — командир авиаэскадрильи 779-го бомбардировочного авиационного полка.
Воевал на Юго-Западном, Сталинградском, Центральном и 1-й Белорусском фронтах. Участвовал в оборонительных боях на Украине, в Харьковской наступательной операции 1942 года, Сталинградской и Курской битвах, освобождении Белоруссии.
За время Великой Отечественной войны совершил 190 боевых вылетов, из них 3 боевых вылета — на бомбардировщике СБ и 187 боевых вылетов — на бомбардировщике Пе-2.
За мужество и героизм, проявленные в боях, капитану Анпилову Анатолию Андреевичу Указом Президиума Верховного Совета СССР от 1 июля 1944 года присвоено звание Героя Советского Союза с вручением ордена Ленина и медали «Золотая Звезда».
C сентября 1944 года обучался в Военно-воздушной академии (Монино), которую окончил в 1948 году. В 1948—1949 годах — командир учебно-тренировочного авиационного полка в 3-м учебно-тренировочном авиационном центре ВВС (город Воронеж). С января 1949 года — командир 244-го бомбардировочного авиационного полка (в Московском военном округе). Полк под его командованием первым в советских ВВС перешёл на реактивные бомбардировщики Ил-28. В 1952—1953 годах — заместитель командира 56-й бомбардировочной авиационной дивизии (в Московском военном округе).
С 1953 года — заместитель командира, а в 1956—1957 годах — командир 99-й бомбардировочной авиационной дивизии (в Забайкальском и Дальневосточном военных округах). В 1957—1958 годах — командир 185-й бомбардировочной авиационной дивизии, в 1958—1960 годах — командир 192-й бомбардировочной авиационной дивизии (в Ленинградском военном округе). С 1960 года — заместитель командующего 76-й воздушной армией по тылу (в 1964—1968 годах 76-я воздушная армия называлась ВВС Ленинградского военного округа).
Был военным консультантом фильма «Хроника пикирующего бомбардировщика», снимавшегося на «Ленфильме» в 1967 году.
С января 1971 года генерал-майор авиации А. А. Анпилов — в запасе. Жил в городе Ленинград (ныне — Санкт-Петербург). Умер 26 августа 1994 года. Похоронен в городе Приморск Выборгского района Ленинградской области (в этом районе у А. А. Анпилова была дача).

## Награды
- Герой Советского Союза (1.07.1944)
- орден Ленина (1.07.1944)
- 3 ордена Красного Знамени (7.04.1940, 30.08.1942, 5.11.1954)
- Орден Александра Невского (24.08.1943)
- орден Отечественной войны 1-й степени (11.03.1985)
- 3 ордена Красной Звезды (20.06.1949, 25.07.1949, 29.04.1954)
- медаль «За боевые заслуги» (3.11.1944)
- другие медали

## Память
В городе Старый Оскол Белгородской области установлен бюст А. А. Анпилова.